# Melochia morongii
Melochia morongii là một loài thực vật có hoa trong họ Cẩm quỳ. Loài này được Britton mô tả khoa học đầu tiên năm 1890.